# Ервін Ниц
Ервін Пйотр Ниц (при народженні — Ервін Гінтер Нитц) (пол. Edward Piotr Nyc; 24 травня 1914, Катовиці, Німецька імперія — 24 травня 1988, Пекари-Шльонські, Польща) — польський футболіст та тренер, виступав на позиції півзахисника та захисника.

## Міжвоєнний період
Ще будучи юнаком розпочав кар'єру в клубі «Погонь» (Катовиці). У 1935 році пішов на військову службу у Варшаві, де офіційно служив у ППО, однак, фактично займався виключно футболом, виступаючи на позиції півзахисника в одному з найсильніших клубів міжвоєнної Польщі — варшавській «Полонії». По завершенні служби залишився в клубі, але офіційно працював у державному банку.
Після набрання чинності розпорядження катовицького воєводи Міхала Гражинського про полонізацію прізвищ у 1936 році Ервін змінив своє прізвище на «Ниц».
У 1937 році дебютував у національної збірної Польщі в переможному (3:1) поєдинку проти Данії. У 1938 році поїхав на чемпіонат світу у Францію, де польська збірна в додатковий час з рахунком 5:6 поступилася бразильцям. Через три місяці вийшов на поле в складі польської збірної, яка в Хемніці з рахунком 1:4 поступилася німцям. Востаннє у футболці збірної виходив на поле 4 червня 1939 року в нічийному (1:1) поєдинку проти Швейцарії.

## Друга світова війна
На початку Другої світової війни німецькі Люфтваффе розбомбили варавську квартиру Ервіна. У той же час Ниц був захоплений поляками як військовополонений, але через декілька днів опинився на. Ервін повернувся до Верхньої Сілезії, східна частина якої була включена до складу Третього Рейха. ЯК й усі інші польські футболісти з Верхньої Сілезії отримав німецький Фольклист.
За направленням окружного голови катовицького відділу НСРПН Георгом Йошке разом з іншими гравцями, Евальдом Дитко та Ернестом Вілімовським, був направлений до «1 ФК Катовиці». У 30-х роках XX століття Йошке керував клубом німецької меншини в Польщі.
У червні 1940 року Нітц взяв участь у першому тренувальному зборі для гравців з Верхньої Сілезії, який проходив у Катовицях під керівництвом Зеппа Гербергера. Kicker розглядав Ница як майбутнє збірної Німеччини на позиції центрального захисника. Декілька сезонів відіграв у Гаулізі Верхня Сілезія, під керівництвом Отто Курта, колишнього тренера «Шальке 04» та польської збірної.
У вересні 1940 року був мобілізований до Люфтваффе, спочатку служив на авіабазі в місті Фюрстенвальде (Шпре).Протягом служби продовжував кар'єру гравця у футбольній секції ЛСВ Фюрстенвальде. У 1942 році його підрозділ було переведено до окупованої нацистами Варшави. Там Ниц зіграв декілька матчів в окружній лізі, потім виступав у Гаулізі Генерал-губернаторства (Польща) та в Кубку Німеччини. Згодом декілька колишніх членів «Полонії» (Варшава) повідомили, що під час свого перебування у Варшаві Ервін декілька разів устрічався зі своїми колишніми одноклубниками, хоча й членам Вермахту це було суворо заборонено. Брав участь у деяких приватних урочистостях у формі Вермахту, куди приносив значну кількість їжі. Також не риховував свого несприйняття ідей націонал-соціалізму.
Згодом Нітц був переведений на аеродром Маркерсдорф в Нижній Австрії, де він виступав за місцевий спортивний клуб ВПС. Проте через декілька місяців його повернули до Фюрстенвальде. У квітні 1944 року одним з останніх було переведено до Верхньої. Наприкінці війни опинився у британському полоні.

## Післявоєнний період
По завершенні війни, влітку 1945 року, повернувся до Катовиць, де знову почав виступати за свій колишній клуб — «Погонь». Як й іншим жителям Верхньої Сілезії, Нітцу довелося виправдовуватися перед офіцером безпеки підконтрольного комуністам Міністерства громадської безпеки за свої виступи в німецьких клубах. Проконсультувавшись з колишнім тренером польської збірної Юзефом Калужею Ервін зазначив, що змушений був піти наспівпрац щоб уникнути репресій з боку німецьких окупантів.
Ервін зазначив, що двічі отримував погрози про відправлення в концентраційний табір у разі відмови виступати за «1 ФК Катовиці». Його слова підтвердили колишні гравці варшавської «Полонії»; він не лише матеріально допомагав під час війни, але й забезпечував зброєю польський рух опору, зокрема Армії Крайовій.
Ці свідчення допомогли Ервіну, тому розслідування проти нього було закрите. Проте йому більше не дозволяли їхати за кордон; польська влада також заборонила футбольній асоціації призначити його на районний відбір або навіть національну команду. Польська влада також заборонила йому тренувати клуби з чемпіонату країни та воєводств. Після указу від 10 листопада 1945 року «Про зміну та виправлення імен та прізвищ» Нітцу довелося відмовитися від його «не польсько звучання» імені. Відтепер він мав ім'я «Едуардом Пйотр Ниц».
По завершенні кар'єри гравця намагався розпочати власну тренерську кар'єру, проте без особливих успіхів. У 1950-х роках очолював декілька нижчолігових клубів з Верхньої Сілезії, найвідомішим серед яких був АКС (Хожув).

## Статистика виступів

### У збірній
| Матчі й голи у збірній' | Матчі й голи у збірній' | Матчі й голи у збірній' | Матчі й голи у збірній' | Матчі й голи у збірній' | Матчі й голи у збірній' | Матчі й голи у збірній' |
| №                       | Дата                    | Місце                   | Суперник                | Гол                     | Рахунок                 | Змагання                |
| ----------------------- | ----------------------- | ----------------------- | ----------------------- | ----------------------- | ----------------------- | ----------------------- |
| 1.                      | 12.09.1937              | Варшава                 | Данія                   |                         | 3:1                     | товариський             |
| 2.                      | 10.10.1937              | Варшава                 | Югославія               |                         | 4:0                     | квал. ЧС 1938           |
| 3.                      | 13.03.1938              | Цюрих                   | Швейцарія               |                         | 3:3                     | товариський             |
| 4.                      | 03.04.1938              | Белград                 | Югославія               |                         | 0:1                     | квал. ЧС 1938           |
| 5.                      | 05.06.1938              | Страсбур                | Бразилія                |                         | 5:6                     | ЧС 1938                 |
| 6.                      | 18.09.1938              | Хемніц                  | Німеччина               |                         | 1:4                     | товариський             |
| 7.                      | 23.10.1938              | Варшава                 | Норвегія                |                         | 2:2                     | товариський             |
| 8.                      | 13.11.1938              | Дублін                  | Ірландія                |                         | 2:3                     | товариський             |
| 9.                      | 22.01.1939              | Париж                   | Франція                 |                         | 0:4                     | товариський             |
| 10.                     | 27.05.1939              | Лодзь                   | Бельгія                 |                         | 3:3                     | товариський             |
| 11.                     | 04.06.1939              | Варшава                 | Швейцарія               |                         | 1:1                     | товариський             |